# وانغ قوان
وانغ قوان (بالصينية: 王冠) هو رياضي خماسي صيني، ولد في 16 فبراير 1987 في آنشان في الصين.

## وصلات خارجية
- وانغ قوان على موقع أوليمبيديا (الإنجليزية)